# Ngabo Ngawang Jigme
Ngabo Ngawang Jigme (Tibetaans: ང་ཕོད་ངག་དབང་འཇིགས་མེད་, Nga phod Ngag dbang 'jigs med; Chinees: 阿沛·阿旺晋美; Hanyu pinyin: Āpèi Āwàng Jìnměi), ook Ngabo of Ngapoi (Lhasa, 1 februari 1910 - Peking, 23 december 2009) was een Tibetaans legercommandant en politicus in Tibet en de Volksrepubliek China.
Hij begon zijn carrière in de Tibetaanse regering en na de invasie van Tibet maakte hij carrière in de Communistische Partij van China. Hij was onder meer voorzitter van het parlement en voorzitter van het Volkscongres van de Tibetaanse Autonome Regio.
Vanwege zijn collaboratie met het Chinese leger in Chamdo en zijn handtekening onder het 17 puntenakkoord staat hij bij Khampa's en veel andere Tibetanen bekend als de verrader van Tibet. Zelf zag hij de komst van de Chinese troepen als een vreedzame, democratische bevrijding van Tibet en een verbetering voor veel Tibetanen.

## Jeugd, studie en carrièrebegin in Chamdo
Ngabo was een onwettig kind van een non uit een belangrijke Tibetaanse adellijke familie, de Horkang. Ze had de naam Ngabo gekregen door het huwelijk met de jonge weduwe Ngabo Shape. Jigme studeerde Tibetaanse literatuur en volgde enige tijd studie in het Verenigd Koninkrijk.
Bij terugkeer in 1932 trad hij in dienst van het Tibetaanse leger.
Volgens Melvyn Goldstein volgde hij Trimön in 1931 op in Kham.
In 1936 begon als regeringsfunctionaris in Chamdo, de hoofdstad van de toenmalige provincie Kham. Hier was hij verantwoordelijk voor graanvoorraden.

## Gouverneur van Kham en lid van de kashag

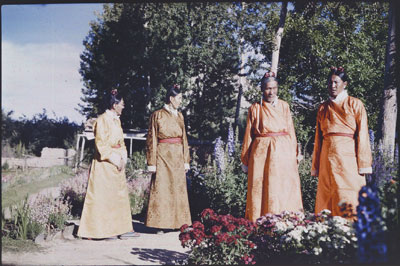
Wangchug Deden Shakabpa, Ngabo, Namseling en Lukhangwa, tussen 1936 en 1950

De invasie van Centraal-Tibet vond plaats van 1950 tot 1951. De Oost-Tibetaanse regio's Amdo en Kham vormden in de decennia ervoor een etnische en politieke lappendeken die voor een deel in theorie en voor een deel feitelijk onder bestuur lag van Lhasa. Bij aanvang van de invasie van Centraal-Tibet maakten deze gebieden inmiddels deel uit van de nieuw gevormde communistische Volksrepubliek China.
In 1949 werd Ngabo assistent van Surkhang Wangchen Gelek, een minister (kalön) die speciaal was aangesteld voor de betaling van Tibetaanse militairen. Rond april 1950 werd Ngabo benoemd tot gouverneur van Kham, dat op dat moment grotendeels was ingenomen door het Chinese leger. De gouverneur van Kham had dezelfde rang als een kalön in de kashag, het kabinet van de regering van Tibet, ondanks dat hij niet de vergaderingen van de kashag in Lhasa kon bijwonen. Hij had hiermee de autoriteit om direct beslissingen te nemen zonder hiervoor Lhasa te hoeven raadplegen. Yuthok Tashi Döndrub, een voorgaand gouverneur van Kham, gaf hem desgevraagd advies hoe om te gaan met de moeilijke situatie in het gebied. Hij raadde Ngabo aan enerzijds de Chinezen niet te provoceren en anderzijds op te passen dat hij de bevolking niet tegen zich in het harnas joeg. Ngabo trok hieruit de conclusie dat het onmogelijk zou zijn het Chinese leger te weerstaan.
De benoeming van Ngabo tot gouverneur van Kham werd in die tijd beschouwd als onheilspellend. Er was een Tibetaans gezegde dat wanneer Tibet wordt bewaakt door een persoon van lagere geboorte, Tibet zal worden binnengedrongen door China. Al snel geloofden mensen dat dit betrekking moest hebben op Ngabo.

### Het verraad van Chamdo
In september 1950, ten tijde van de invasie van Tibet, reisde Ngabo naar Chamdo. Vanwege de benarde situatie in Kham had de regering besloten dat Lhalu Tsewang Dorje voorlopig in zijn ambt moest blijven. De keuze voor twee kapiteins op een schip was dramatisch, omdat de relatie tussen beide van begin af aan gespannen was. Ngabo had laten vallen dat hij Kham te klein vond voor twee gouverneurs. Lhalu vertrok in september naar Pembar Dzong, waardoor Ngabo de zeggenschap kreeg over zowel de civiele als militaire zaken.
In Chamdo pleitte Ngabo voor samenwerking met de communisten en bij het naderen van de Chinese troepen van Chamdo, gaf hij opdracht het wapendepot op te blazen. Hiermee voorkwam hij dat de Khampa-strijders de wapens alsnog tegen het Chinese leger konden opnemen. Meteen erna vluchtte hij en kon het Chinese leger de stad zonder veel tegenstand innemen.

### 17 puntenakkoord
Zeven maanden na het verraad van Chamdo bevond de veertiende dalai lama zich in het klooster Dungkhar dicht bij de grens van Sikkim. Hij was voor de eerste maal gevlucht voor het Chinese leger. Ngabo maakte deel uit van de delegatie in Peking die het 17 puntenakkoord ondertekende; naar onafhankelijkheid strevende Tibetanen haten dit akkoord. Om onder meer deze voorvallen en omdat hij later onder Chinees bestuur voorzitter van het parlement en van het volkscongres van de Tibetaanse Autonome Regio zou worden, wordt hij door veel Khampa's en andere Tibetanen ook wel de verrader van Tibet genoemd.
Volgens Woeser zou Ngabo hebben verzwegen dat hij het lokale zegel van Chamdo bij zich had in Peking, waarna het zegel van Tibet ter plekke werd nagemaakt en gebruikt voor de ondertekening. Bij terugkeer zou Ngabo de dalai lama hebben meegedeeld dat die het verdrag niet hoefde te erkennen en de weg om zich terug te trekken nog openlag.

## Voorbereiding van de TAR

Ngabo schenkt Mao Zedong een khata, 1951

Na 1951 verliep de carrière van Jigme binnen de rangen van de Chinese Communistische regering in Tibet. Hij diende eerst als leider van de Bevrijdingscommissie van de prefectuur Chamdo.
Tussen 1951 en 1954 was hij verder lid van de minderheidscommissie van de Raad van State en de Chinese People's Political Consultative Conference. Tussen 1952 en 1977 was hij vicecommandant van de Tibetaanse Militaire Regio. Van 1954 tot aan het eind van de Culturele Revolutie was hij lid van de Nationale Defensieraad. Hij werd tot luitenant-generaal benoemd en bekroond met de Orde van Bevrijding Eerste Klas in 1955.
Tijdens de voorbereiding van de Chinese provincie Tibetaanse Autonome Regio (TAR), voorheen voornamelijk bestaand uit U-Tsang (Centraal-Tibet), woonde Ngabo trouw de vergaderingen van het Voorbereidingscomité bij en volgde hij gretig studies die werden georganiseerd door de Communistische Partij van China. Het Voorbereidingscomité voor de TAR werd opgericht in april 1956. De veertiende dalai lama werd benoemd tot voorzitter, de tiende pänchen lama tot vicevoorzitter en Ngabo tot secretaris-generaal.

## Tibetaanse opstand
Op 10 maart 1959, de eerste dag van de opstand in Tibet, was Ngabo zich niet bewust van de omvang van de mensenmassa die zich in Lhasa had verzameld. Monniken uit de grote kloosters als Sera en Drepung waren opgetrommeld om naar het Norbulingkapaleis te komen en daarnaast diende de stad al meerdere maanden als toevluchtsoord voor verdreven verzetsstrijders uit Kham en Amdo. Minister Ngabo zat die dag een vergadering voor van het Voorbereidingscomité van de TAR en vrijwel alle leden van de Kashag waren hierbij aanwezig. Ook de Chinese generaals waren zich niet van de ernst van de situatie bewust. Er stond bijvoorbeeld een rij schoolkinderen te wachten met welkomskhata's en bloemen. Daarnaast werden gasten verwelkomd uit de gehele hiërarchie van de Tibetaanse regering en de adel in Tibet. De mensenmassa voorkwam echter dat de dalai lama de voorstelling kon bijwonen.
Tijdens het verloop van de opstand, wist Ngabo aan de betogers te ontkomen en vond hij zijn toevlucht bij de Chinese militairen. Minister Samdrup Phodrang overleefde zijn vlucht ternauwernood toen zijn jeep door de betogers ondersteboven werd gezet. Minister Pagbala Sönam Gyatso trof een slechter lot en werd door de betogers doodgeslagen; zijn lichaam werd door de gehele Barkhorstraat meegesleept.
Door het publiek werd Ngabo beschouwd als collaborateur met de Chinezen. Bij de adel bleef hij redelijk populair. Zijn eigen huis werd vanaf nu beschermd door het Volksbevrijdingsleger en hij kon vrij het Norbulingkapaleis bereiken. Hierdoor had hij vrij toegang tot de dalai lama en de Chinese legerleiding. Ngabo kwam hierdoor feitelijk als enige hoogaanstaande politicus in de positie, een bemiddelende rol op zich te nemen tussen de Chinese legerleiding en de dalai lama. Tussen generaal Tian Guansan en de dalai lama kwam een briefwisseling op gang. Ngabo wierp zich hier op als koerier tussen het Chinese legerkwartier en het Norbulingkapaleis waar de dalai lama zich bevond.

## Communistisch leider in Tibet
Na de vlucht van de dalai lama naar het buitenland werd het voorzitterschap van het Voorbereidingscomité van de TAR overgedragen aan de tiende pänchen lama. Nadat hij in mei 1962 door Tibet had gereisd, bood hij premier Zhou Enlai een omvangrijke petitie aan met kritiek over de situatie in Tibet. De reactie van Chinese zijde was aanvankelijk positief. In oktober 1964 noemde Mao Zedong het echter een vergiftigde pijl die naar de Partij was geschoten. De pänchen lama werd nog hetzelfde jaar uit zijn functie en in een heropvoedingsprogramma gezet.
Ngabo, die al die tijd in Peking had gewoond en ingekapseld door de Chinezen, volgde hem op als voorzitter van de TAR. In 1966 werd hij benoemd tot voorzitter van het Revolutionair Commitee. Ook na deze benoeming bleef hij in Peking wonen, wat een indicatie kan zijn dat zijn benoeming meer symbolisch was.
Hij bleef voorzitter van het parlement van de TAR tot 1968. Hij vertegenwoordigde Tibet op zeven Nationale Volkscongressen onder het Permanente Comité van het Nationaal Volkscongres, waarvan hij later ook meerdere jaren vicevoorzitter werd.
Tijdens de Culturele Revolutie moest veel voormalige Tibetaanse adel het ontgelden, een lot dat Ngabo bespaard bleef. Ngabo was zelfs aanwezig tijdens de viering van de Nationale dag van de Volksrepubliek China in oktober 1966 in Peking. Tijdens de inspectie van de troepen was er een prominente plaats voor hem gereserveerd, wat landelijk het signaal gaf dat er geen openlijke kritiek op Ngabo mocht worden gegeven. De ondertekening van het 17 puntenakkoord had hem nu vrijwel immuun gemaakt voor kritiek. In 1972 werd de Tibetaanse Vrouwenbond nieuw leven ingeblazen en werd Ngabo's vrouw, Tseten Dolkar, benoemd tot vicevoorzitter.

## Ontspanning vanaf 1978
In 1978, tijdens de ontspannen jaren in Tibet, uitte Ngabo net als veel andere leiders in China dat de dalai lama onder voorwaarden mocht terugkomen naar Tibet. Tot een bezoek met Ngabo en Püntsog Wangyal, waarom de dalai lama in 1982 had verzocht, kwam het echter niet. Beide bleken op dat moment niet meer in de positie een daadwerkelijke bijdrage te leveren aan een uitkomst.
Hij werd honorair president van de Boeddhistische Associatie vanaf 1980 en hij was hoofd van de delegaties van het Nationaal Volkscongres naar Colombia, Guyana, Caraïben, Sri Lanka en Nepal aan het begin van de jaren '80. Hij werd verder benoemd tot voorzitter van de Associatie voor de Bescherming en Ontwikkeling van Tibetaanse Cultuur die werd opgericht op 21 juni 2004 (op 94-jarige leeftijd).
In 1985 werden voor het eerst vijf van de zes posities van vicesecretaris een Tibetaan. Ngabo woonde op dit moment in Peking en was samen met de tiende pänchen lama een van de voorstanders van meer tibetanisatie in het bestuur en onderwijs in de TAR.
In 1988 sprak Ngabo zich uit voor meer autonomie voor Tibet en hij erkende dat er in Tibet in feite minder sprake was van autonomie dan in andere autonome regio's:
Het is vanwege de speciale situatie van Tibet dat in 1951 het 17 puntenakkoord over de Vredevolle Bevrijding van Tibet werd ondertekend tussen de centrale volksregering en de lokale Tibetaanse regering. Zo'n akkoord heeft nooit bestaan tussen de centrale regering en enig andere minderheidsregio. We moeten de speciale situatie in de Tibetaanse geschiedenis in aanmerking nemen om een stabiliteit op lange termijn te realiseren. We moeten Tibet meer autonome macht geven dan andere minderheidsregio's. Naar mijn opvatting heeft de Tibetaanse Autonome Regio relatief minder autonome macht vergeleken met andere autonome regio's, laat staan vergeleken met de provincies. Daarom moet Tibet een speciale behandeling hebben en meer autonomie zoals die in de speciale economische zones.— Ngabo, 1988, volgens Lodi Gyari

## Politieke najaren
In 1985 vertrok zijn zoon Jigme Ngapo naar de Verenigde Staten.
Tot op hoge leeftijd bleef Ngabo actief in de politiek en spreekbuis voor de Chinese autoriteiten in onrustige tijden. De aanvang van de opstanden van 1987 tot 1993 viel samen met het bezoek aan van de dalai lama aan de Verenigde Staten. In de VS had de dalai lama voor het eerst de strategie van de middenweg gepresenteerd. Ngabo, maar ook de pänchen lama werden ingezet om te verklaren dat er een grens was aan Chinese tolerantie. De middenwegstrategie gaat uit van een betekenisvolle autonomie binnen China.
In 1993 werd Ngabo vicevoorzitter van het permanente comité van de communistische partij, voorzitter van het comité voor etnische zaken, voorzitter van het permanente comité voor de TAR en vicevoorzitter van het nationale comité.
Tijdens de opstand van 2008, op een leeftijd van 98 jaar, zou hij een lans hebben gebroken voor de verworvenheden in Tibet sinds de overname van het bestuur door de Volksrepubliek China. In lijn met retoriek van het Chinese apparaat sprak hij over de dalai-kliek die het moment in aanloop naar de Olympische Zomerspelen 2008 zou hebben aangrepen als een gelegenheid om onrust te schoppen en Tibet af te scheiden van het moederland. De invasie van 1950-51, waarin hij ook zijn aandeel had, omschreef hij als een vreedzame, democratische bevrijding. Volgens Tsering Woeser werd deze boodschap door de autoriteiten uit diens naam gemaakt en was Ngabo toen in werkelijkheid al ziek en bedlegerig en kon hij niet meer praten.